# 1920年格鲁吉亚政变
1920年格鲁吉亚政变是布尔什维克在格鲁吉亚民主共和国发动的失败的政变。布尔什维克依靠在邻国阿塞拜疆活动的苏维埃俄国的红军第11军，试图于5月3日控制格鲁吉亚首都第比利斯的一所军校和政府办事处。格鲁吉亚政府成功镇压起义，并集中兵力阻击俄罗斯军队向阿塞拜疆-格鲁吉亚边境推进。格鲁吉亚的抵抗，加上与波兰的战争，使苏俄领导层推迟他们的格鲁吉亚苏维埃化计划，并在5月7日与格鲁吉亚签署莫斯科条约，承认格鲁吉亚为独立国家。

## 背景
在1917年俄罗斯革命之后未能夺权的大多数格鲁吉亚布尔什维克领导人迁往苏俄，并在那里指导旨在破坏孟什维克主导的第比利斯政府的地下活动。1918年至1919年间，一系列领导农民革命反对孟什维克的尝试均告失败，但更大规模的起义准备工作已经启动。
1920年4月红军推翻阿塞拜疆民主共和国为格鲁吉亚布尔什维克开创了先例。格鲁吉亚自1919年以来一直与阿塞拜疆结成防务联盟，但孟什维克政府对是否卷入冲突犹豫不决。格鲁吉亚总理诺伊·佐达尼亚在4月30日的讲话中表示，只要阿塞拜疆人民争取独立，格鲁吉亚已准备好向阿塞拜疆提供援助。但由于红军在巴库遇到的阻力很小，格鲁吉亚政府最终决定不介入冲突，这一决定遭到了反对派的严厉批评。最后，佐达尼亚宣布，如果格鲁吉亚受到攻击，政府将捍卫其独立。

## 未遂政变
布尔什维克红军在高加索的政委，也是约瑟夫·斯大林的亲密盟友，谢尔戈·奥尔忠尼启则试图说服俄罗斯领导人列宁允许进军格鲁吉亚。5月1日，格鲁吉亚政府下令动员，并任命第比利斯军事学院院长乔治·科维尼塔泽将军为总司令。 格鲁吉亚的布尔什维克对红军将继续进军格鲁吉亚充满信心，因此不再犹豫。继5月1日国际劳动节的骚乱和第比利斯的骚乱之后，布尔什维克组建并支持武装团体控制政府大楼。5月2日至3日晚，约25名布尔什维克战士袭击了第比利斯军事学院，作为夺取政权的第一步。科维尼塔泽仍居住在那里，他和他的学员进行抵抗，打死打伤数名袭击者。随后，三名亚美尼亚裔的布尔什维克领导人被送上军事法庭并被处决。夺权的尝试失败了，布尔什维克在第比利斯和其他格鲁吉亚城镇被围捕。

## 边境冲突
与此同时，红军在到达格鲁吉亚-阿塞拜疆边境后，继续向格鲁吉亚领土挺进，这显然是奥尔忠尼启则自己的主动行动。成功平息第比利斯骚乱后，格鲁吉亚政府将全部兵力集中在阿塞拜疆边境，击退红军部队，发动反攻。苏俄政府坚称这场战斗是格鲁吉亚和阿塞拜疆苏维埃之间的局部冲突。面对与波兰重新爆发的敌对行动，苏俄领导层得出的结论是，在这种情况下，开辟第二战线并占领格鲁吉亚的代价太大。列宁决定暂时放弃这一尝试，并同意进行谈判，当时格鲁吉亚代表团自四月下旬（即红军企图入侵的前几天）就一直在莫斯科进行谈判。1920年5月7日，苏俄和格鲁吉亚签署了相互承认条约。